# Мистър Олимпия
Вижте пояснителната страница за други значения на Олимпия.
Мистър Олимпия (на английски: Mr. Olympia) е международно състезание по културизъм, което се провежда годишно от International Federation of BodyBuilders (IFBB).
Спечелването на титлата се счита за най-голямата професионална награда в този спорт. Създадено е от Joe Weider, за да имат възможност победителите в Mr. Universe да продължат да се състезават и печелят пари и признание.
Първото състезание Мистър Олимпия се провежда на 18 септември, 1965 в Бруклинската музикална академия (Brooklyn Academy of Music), Ню Йорк.
Най-много победи (8) имат Ли Хейни (1984 – 1991) и Рони Колман (1998 – 2005).
Мистър Олимпия 2006 се провежда на 30 септември в Лас Вегас и Джей Кътлър печели първата си титла, след няколко неуспешни опита.
Филмът Pumping Iron (1977) показва подготвителния период за Мистър Олимпия 1975 в Претория, Южна Африка и помага в стартирането на филмовата кариера на Арнолд Шварценегер и Лу Фериньо.
Има още няколко състезания, организирани успоредно с Мистър Олимпия. Това са Мис Олимпия – състезание по културизъм за жени, Фитнес Олимпия и Figure Olympia.

## История

### 1960-те
Мистър Олимпия 1965 и 1966 се печелят от Лари Скот, много известен за времето си културист. Скот е първият културист с обиколка на ръката над 20 инча (50 см). След втората си победа се пенсионира.
Серджо Олива, наречен „Митът“, печели следващите 3 поредни състезания Мистър Олимпия. Висок 180 см и 109 кг тежък, Oliva показва ново ниво на мускулна маса и дефиниция – включително „V“-образната форма на гърба, който преминава от добре изградени, плътни и големи мускули (обиколката на гръдния кош е 147 см) в тънка талия (обиколка 73 см). Ръцете му са с обиколка от почти 56 см. Той се помни не само като шампион, но и като единственият, който побеждава Арнолд Шварценегер в състезание за титлата (1969 година).

### 1970-те
Шварценегер все пак побеждава Серджо Олива на следващото си участие в Мистър Олимпия – през 1970 година. Малко по-висок и без забележима разлика в размерите, съдиите считат, че неговата мускулатура е с по-добра дефиниция и му присъждат първото място.
В 6-те си поредни победи – до 1975 (когато обявява оттеглянето си от състезателния бодибилдинг), Шварценегер побеждава и други забележителни културисти като Лу Фериньо, Serge Nubret и Франко Коломбо. Последният печели Мистър Олимпия следващата година.
Франк Зейн е победителят през 1977, 1978 и 1979. Въпреки че не е с толкова масивна фигура, като конкурентите си, Зейн залага не на огромни мускули, а на симетрична фигура, естетика и релеф. По този начин побеждава противниците си, на които им липсва това ниво на мускулна дефиниция.

### 1980-те
През 1980 Шварценегер се завръща на състезателния подиум и печели със спорно решение. Много от запознатите твърдят, че той е бил в по-слаба форма от предишните си участия и че съдиите са го обявили за победител въз основа по-скоро на неговата популярност и нарастваща известност, отколкото на негова физика.
Следващата година титлата се печели от Коломбо – отново след спорна победа, която води до много разисквания относно обективността на съдиите, които се влияят от външни фактори повече от показаното на сцената и моментната форма на участника.
Крис Дикерсън печели през 1982, Самир Банут през 1983 и от 1984 започва ерата на Ли Хейни, който поставя рекорд с 8 последователни титли, ненадминат до днес. Притежаващ забележителна мускулна маса, симетрия и сепарация, той е непобедимият и неоспорим шампион до оттеглянето си.

### 1990-те
Дориан Йейтс е на 2-ро място през 1991, но след оттеглянето на Хейни той става следващият идол в културизма с 6 последователни победи – от 1992 до 1997. В тези години очевидно съдиите дават предпочитание на мускулната маса като решаващ фактор за победа, като оставят на заден план симетрията, релефа и пропорционално развитото тяло.
Вакантното шампионско място е заето от друга звезда през 1998 – Рони Колман, който повтаря рекорда на Хейни с 8-те си поредни победи.
През 1994 Joe Weider решава да създаде още едно отделно състезание – Masters Olympia, в което участват професионални културисти над 40 години.

### 2000-те
За голямо съжаление на Колман неговата серия победи е прекъсната през 2006 година от новия шампион Джей Кътлър.

## Квалификации
Всички участници на Мистър Олимпия трябва да отговарят на определени критерии. Начините да участваш в най-голямото и известно шоу в света са:
- Трябва да се печелил Mr. Olympia в предишните 5 години
- 6-те финалисти от миналогодишното Mr. Olympia
- 6-те финалисти от тазгодишното Арнолд Класик
- 5-те финалисти от тазгодишното New York Men’s Professional (другото му име е Night of the Champions)
- 3-та финалисти от другите I.F.B.B състезания в периода между последната Mr. Olympia и новото състезание
- Победителят от Masters Professional World Championships

Освен това организаторите си запазват правото да поканят още един участник, който не се класира за състезанието по другите критерии.

## Победители
| година | победител                 | домакин                       |
| ------ | ------------------------- | ----------------------------- |
| 1965   | Лари Скот                 | Ню Йорк, САЩ                  |
| 1966   | Лари Скот                 | Ню Йорк, САЩ                  |
| 1967   | Серджо Олива              | Ню Йорк, САЩ                  |
| 1968   | Серджо Олива              | Ню Йорк, САЩ                  |
| 1969   | Серджо Олива              | Ню Йорк, САЩ                  |
| 1970   | Арнолд Шварценегер        | Ню Йорк, САЩ                  |
| 1971   | Арнолд Шварценегер        | Париж, Франция                |
| 1972   | Арнолд Шварценегер        | Есен, Германия                |
| 1973   | Арнолд Шварценегер        | Ню Йорк, САЩ                  |
| 1974   | Арнолд Шварценегер        | Ню Йорк, САЩ                  |
| 1975   | Арнолд Шварценегер        | Претория, Южна Африка         |
| 1976   | Франко Коломбо            | Колумбус, Охайо, САЩ          |
| 1977   | Франк Зейн                | Колумбус, Охайо, САЩ          |
| 1978   | Франк Зейн                | Колумбус, Охайо, САЩ          |
| 1979   | Франк Зейн                | Колумбус, Охайо, САЩ          |
| 1980   | Арнолд Шварценегер        | Сидни, Австралия              |
| 1981   | Франко Коломбо            | Колумбус, Охайо, САЩ          |
| 1982   | Крис Дикерсън             | Лондон, Англия                |
| 1983   | Самир Банут               | Мюнхен, Германия              |
| 1984   | Ли Хейни                  | Ню Йорк, САЩ                  |
| 1985   | Ли Хейни                  | Брюксел, Белгия               |
| 1986   | Ли Хейни                  | Колумбус, Охайо, САЩ          |
| 1987   | Ли Хейни                  | Гьотеборг, Швеция             |
| 1988   | Ли Хейни                  | Лос Анджелис, Калифорния, САЩ |
| 1989   | Ли Хейни                  | Римини, Италия                |
| 1990   | Ли Хейни                  | Чикаго, Илинойс, САЩ          |
| 1991   | Ли Хейни                  | Орландо, Флорида, САЩ         |
| 1992   | Дориан Йейтс              | Хелзинки, Финландия           |
| 1993   | Дориан Йейтс              | Атланта, САЩ                  |
| 1994   | Дориан Йейтс              | Атланта, САЩ                  |
| 1995   | Дориан Йейтс              | Атланта, САЩ                  |
| 1996   | Дориан Йейтс              | Чикаго, САЩ                   |
| 1997   | Дориан Йейтс              | Лонг Бийч, Калифорния, САЩ    |
| 1998   | Рони Колман               | Ню Йорк, САЩ                  |
| 1999   | Рони Колман               | Лас Вегас, Невада, САЩ        |
| 2000   | Рони Колман               | Лас Вегас, Невада, САЩ        |
| 2001   | Рони Колман               | Лас Вегас, Невада, САЩ        |
| 2002   | Рони Колман               | Лас Вегас, Невада, САЩ        |
| 2003   | Рони Колман               | Лас Вегас, Невада, САЩ        |
| 2004   | Рони Колман               | Лас Вегас, Невада, САЩ        |
| 2005   | Рони Колман               | Лас Вегас, Невада, САЩ        |
| 2006   | Джей Кътлър               | Лас Вегас, Невада, САЩ        |
| 2007   | Джей Кътлър               | Лас Вегас, Невада, САЩ        |
| 2008   | Декстър Джаксън           | Лас Вегас, Невада, САЩ        |
| 2009   | Джей Кътлър               | Лас Вегас, Невада, САЩ        |
| 2010   | Джей Кътлър               | Лас Вегас, Невада, САЩ        |
| 2011   | Фил Хийт                  | Лас Вегас, Невада, САЩ        |
| 2012   | Фил Хийт                  | Лас Вегас, Невада, САЩ        |
| 2013   | Фил Хийт                  | Лас Вегас, Невада, САЩ        |
| 2014   | Фил Хийт                  | Лас Вегас, Невада, САЩ        |
| 2015   | Фил Хийт                  | Лас Вегас, Невада, САЩ        |
| 2016   | Фил Хийт                  | Лас Вегас, Невада, САЩ        |
| 2017   | Фил Хийт                  | Лас Вегас, Невада, САЩ        |
| 2018   | Шон Роден                 | Лас Вегас, Невада, САЩ        |
| 2019   | Брандън Къри              | Лас Вегас, Невада, САЩ        |
| 2020   | Мамдух „Биг Рами“ Елсбиай | Орландо, Флорида, САЩ         |
| 2021   | Мамдух „Биг Рами“ Елсбиай | Орландо, Флорида, САЩ         |

### Класация на победителите
| Победи          | Имена              | години                   |
| --------------- | ------------------ | ------------------------ |
| 8               | Ли Хейни           | 1984 – 1991              |
| 8               | Рони Колман        | 1998 – 2005              |
| 7               | Арнолд Шварценегер | 1970 – 1975, 1980        |
| 7               | Фил Хийт           | 2011 – 2017              |
| 6               | Дориан Йейтс       | 1992 – 1997              |
| 4               | Джей Кътлър        | 2006 – 2007, 2009 – 2010 |
| 3               | Серджо Олива       | 1967 – 1969              |
| 3               | Франк Зейн         | 1977 – 1979              |
| 2               | Лари Скот          | 1965 – 1966              |
| 2               | Франко Коломбо     | 1976, 1981               |
| 1               |                    |                          |
| Крис Дикерсън   | 1982               |                          |
| Самир Банут     | 1983               |                          |
| Декстър Джаксън | 2008               |                          |